# Валкеапяя, Нильс-Аслак
Ни́льс-Аслак Ва́лкеапяя (фин. Nils-Aslak Valkeapää известный также как северносаам. Áillohaš; 23 марта 1943, Энонтекиё — 26 ноября 2001, Хельсинки, Финляндия) — финский саамский писатель, публиковавшийся на северносаамском языке, художник, музыкант; лауреат литературной премии Северного Совета (1991)

## Биография
Родился 23 марта 1943 года в Энонтекиё в провинции Лапландия, в Финляндии, в семье оленеводов. Большую часть жизни проживал в Кясиварси на финско-шведской границе и в Шиботне, в Норвегии.
Получил педагогическое образование. В 1991 году за сборник стихов на северносаамском языке «Beaivi, áhčážan» был удостоен литературной премии Северного Совета.
В 1994 году выступил на церемонии открытия зимних Олимпийских игр в Лиллехаммере.
В 1995 году был награждён эстонским орденом Белой звезды V класса.

## Дискография
- Joikuja (1968)
- Juoigamat (1973)
- Vuoi Biret-Maaret, vuoi! (1974)
- De cábba niegut runiidit (1976)
- Duvva, Áilen Niga elle ja Aillohas (1976)
- Sámi eatnan duoddariid (1978)
- Sápmi, vuoi Sápmi! (1982)
- Davas ja geassai (1982)
- Beaivi, áhčážan (1988)
- Eanan, eallima eadni (1990)
- Sámi luondu, gollerisku (1992)
- Goase dusse (1994)
- Dálveleaikkat (1994)